# Водное поло на летней Универсиаде 2009
Ватерпольный турнир на летней Универсиаде 2009 проходил с 1 по 12 июля 2009 года в столице Сербии Белграде. Участие принимали 16 мужских и 8 женских сборных команд, которые разыграли два комплекта наград.

## Медали

### Общий зачёт
(Жирным выделено самое большое количество медалей в своей категории)
| Место | Страна    | Золото | Серебро | Бронза | Всего |
| ----- | --------- | ------ | ------- | ------ | ----- |
| 1     | Австралия | 1      | 0       | 0      | 1     |
| 1     | Китай     | 1      | 0       | 0      | 1     |
| 3     | Венгрия   | 0      | 1       | 0      | 1     |
| 3     | Хорватия  | 0      | 1       | 0      | 1     |
| 5     | Россия    | 0      | 0       | 1      | 1     |
| 5     | Сербия    | 0      | 0       | 1      | 1     |

### Мужчины
| Дисциплина | Золото | Серебро | Бронза |
| Мужчины    | Австралия Луки Куинливан Стивен Коди Ричард Кэмпбелл Николас О'Халлоран Роберт Мейтленд (капитан) Энтони Мартен Джеррод Гилкрист Аарон Янгер Хоэль Свифт Уильям Миллер Джон Коттерилл Айдан Роуч Джонатан Хан | Хорватия Мирко Низич Давид Бабич Боян Кар Домагой Куле Иван Крапич Зелько Ковачич Фран Пасквалин (капитан) Марин Бан Иван Бебич Иван Кризман Иван Бановач Никола Самодол Томислав Буяс | Сербия Бранислав Митрович (капитан) Лука Сапонич Борис Попович Петар Ивосевич Джордже Басич Борис Вапенски Милош Цук Мирослав Рандич Игорь Ковачевич Петар Филипович Марко Петкович Милош Маринкович |

### Женщины
| Event   | Золото | Серебро | Бронза |
| ------- | --- | --- | --- |
| Женщины | Китай · Цзюнь Ян · Тен Фей · Лю Пин · Сунь Юйцзюнь · Хэ Цзинь · Сунь Ятин · Чжу Цзиа И · Гао Ао · Ван И · Ма Хуаньхуань · Сунь Хуицзы · Цяо Лейин · Ван Ин | Венгрия · Эстер Янкович · Эстер Дьёри · Дора Цабай · Жужанна Хуска · Барбара Буйка · Орсоля Кистелеки · Анетт Дьёри · Ката Менсингер · Патрисия Янцо · Эстер Петери · Сандра Клинг · Александра Кисс · Орсоля Касо | Россия · Людмила Бердникова · Любовь Исакова · Мария Ахтырченко · Александра Антонова · Юлия Буравкова · Анна Гринёва · Нелли Бахрамеева · Наталья Александрова · Олександра Карпович · Марина Калягина · Екатерина Танкеева · Екатерина Зеленцова · Анна Устюхина |